# Paraconis borneoensis
Paraconis borneoensis är en insektsart som beskrevs av Meinander 1972. Paraconis borneoensis ingår i släktet Paraconis och familjen vaxsländor. Inga underarter finns listade i Catalogue of Life.